# Айроли, Джамбаттиста
Джованни Баттиста Айроли (итал. Giovanni Battista Ayroli; Генуя,1731 — Генуя, 1808) — дож Генуэзской республики.

## Биография
Родился в Генуе в 1731 году, в богатой семье банкиров. Получил образование в школе-интернате в Модене. В 1772 году его имя фигурирует на посту комиссара Савоны, в течение нескольких лет он занимал пост главы магистрата шелка.  
8 марта 1783 года, по истечении срока действия мандата дожа Марко-Антонио Джентиле, Айроли, глава консервативной фракции Республики, был избран дожем Генуи, 178-м в истории Генуи. Летописи того времени утверждали, что он выиграл выборы благодаря личному богатству, якобы купив шестьдесят голосов членов Совета. 
За время его мандата была открыта новая академия наук, многие известные личности посетили Геную: герцог и губернатор Милана Фердинанд Габсбург и его жена Мария Беатриче д'Эсте, герцогиня Моденская; император Иосиф II на пути в Рим к папе Пию VI; король Швеции Густав III . 
6 мая 1785 года его мандат истек, после чего Айроли еще раз выдвигал свою кандидатуру на выборах дожа. Его противниками были Джан-Карло Паллавичино, лидер либеральной фракции, которая стремилась к установлению конституционной монархии, и бывший дож Марко-Антонио Джентиле. В конце концов дожем был избран Паллавичино. 
Временное правительство Лигурийской Республики, пришедшее на смену Республике Генуя после наполеоновского вторжения, в конце 1799 года обвинило Айроли в участии, наряду с другими представителями дворянства, в народном восстании 4 сентября 1799 года. Он был приговорен к выплате 50.000 лир штрафа, а позднее был оправдан и избежал ареста.
Наполеон Бонапарт наградил Айроли Орденом Почетного легиона и передал в управление префектуру Нови. 
Он умер в Генуе в 1808 году. Был похоронен в святыне Мадонна-дель-Монте.
Был женат дважды: сначала на Анджеле Пассано, во второй раз - на Марии Джентиле.